# Cirrhophanus pretiosa
Cirrhophanus pretiosa är en fjärilsart som beskrevs av Morrison. Cirrhophanus pretiosa ingår i släktet Cirrhophanus och familjen nattflyn. Inga underarter finns listade i Catalogue of Life.